# 洪亮采
洪亮采，贵州毕节人，是一名清朝政治人物。举人出身。
洪亮采曾于1713年接替李瑸任青浦县知县一职，1717年由王溯维接任。